# Burow
Burow település Németországban, Mecklenburg-Elő-Pomeránia tartományban. Lakosainak száma 947 fő (2023. december 31.).

## Népesség
A település népességének változása:
| Lakosok száma | 1035 | 989  | 971  | 954  | 958  | 947  |
|               | 2014 | 2017 | 2019 | 2021 | 2022 | 2023 |